# Akugyo

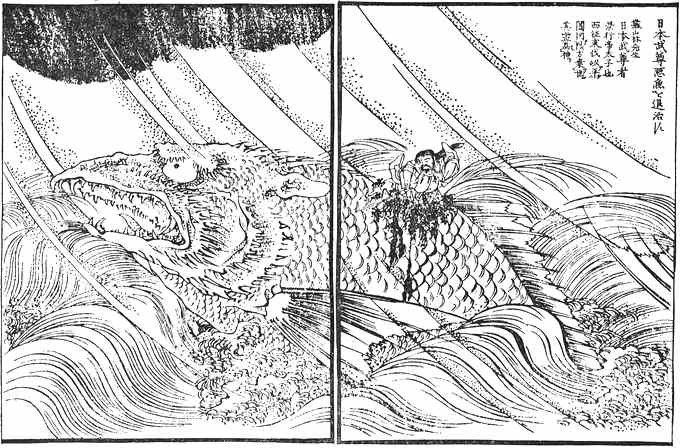
"La battaglia di Yamato Takeru contro un Akugyo" di Koura Urakawa

L'akugyo (悪魚 o 悪樓, "cattivo pesce") è uno yōkai acquatico giapponese. 

## Aspetto
Gli akugyo sono dei pesci mostruosi che infestano le acque della provincia di Kibi, nella Prefettura di Okayama. La loro stazza gli permette di affondare piccole barche per cibarsi degli incauti marinai.Alcuni di loro sputano fuoco, mentre altri appaiono come dei ningyo dalle squame d'oro e d'argento.

## Leggenda
Un Akugyo fu avvistato al largo della prefettura di Toyama nel giugno 1805. Si dice che la bestia fu uccisa dal Signore di Kaga Matsudaira, che la cacciò con 1,500 uomini e 400 cannoni. 
Un'altra storia narra che il famoso suonatore di taiko Izutsuya Kanroku stesse viaggiando tra i mari giapponesi quando la barca si arenò contro un colossale Akugyo, intenzionato a divorare l'equipaggio. Il batterista suonò allora con tutte le sue forze, spaventando il mostro e salvandosi la pelle.